# Városkörnyéki járás

A Városkörnyéki járás Észak-Oszétiában

A Városkörnyéki járás (oroszul Пригородный район, oszét nyelven Горæтгæроны район) Oroszország egyik járása Észak-Oszétia területén. Székhelye Oktyabrszkoje.

## Népesség
- 1989-ben 74 892 lakosa volt, melyből 44 125 oszét (58,9%), 16 579 ingus (22,1%), 11 731 orosz (15,7%), 779 grúz, 304 ukrán, 198 örmény, 25 kabar, 15 kumük.
- 2002-ben 102 990 lakosa volt, melyből 71 990 oszét (69,9%), 16 848 ingus (16,4%), 11 086 orosz (10,8%), 994 grúz, 483 örmény, 190 ukrán, 25 kabar, 14 kumük.
- 2010-ben 108 665 lakosa volt, melyből 72 921 oszét, 23 254 ingus, 9 436 orosz, 858 grúz, 569 örmény, 122 ukrán, 116 azeri, 102 tatár, 73 tadzsik, 48 csecsen, 45 görög, 38 német, 36 avar, 29 baskír, 29 kabard, 23 üzbég, 21 kumik, 18 lak, 17 fehérorosz, 17 török, 14 lezg, 14 türkmén, 13 koreai, 12 csuvas, 11 asszír, 10 kazah stb.